# Elleben
Elleben est une municipalité allemande du land de Thuringe, dans l’arrondissement d'Ilm, au centre de l’Allemagne.

## Personnalités liées à la commune
- Le théologien luthérien Friedemann Bechmann (1628–1703)  est né à Elleben.